# Potenzielle natürliche Vegetation
Als potenzielle natürliche Vegetation (pnV) bezeichnet man den Endzustand der Vegetation in einem Lebensraum, der aufgrund des Klimas sowie anderer natürlicher Faktoren wie Feuer, Bodenverhältnisse oder Verbiss durch Pflanzenfresser, aber ohne (fortgesetzte) menschliche Eingriffe, entsteht. Der Ausdruck wird vor allem im Zusammenhang mit Vegetationsanalysen und -rekonstruktionen verwendet. Im Konzept der pnV werden – anders als im Konzept der Heutigen potenziellen natürlichen Vegetation (hpnV) – in der Vergangenheit erfolgte irreversible/dauerhafte menschliche Veränderungen von Standortbedingungen, die die natürliche Sukzession beeinflussen, nicht berücksichtigt. Ob dies bereits für die in vielen Jahrhunderten entstandenen Veränderungen durch das traditionelle Wirtschaften naturnah lebender Jäger und Sammler, Hirtenvölker u. ä. zutrifft (Beispiele: Terra preta, Highveld-Grasland, Puszta), ist umstritten.
Zur Festlegung der pnV auf globaler Ebene werden die letzten ein- bis zweitausend Jahre auf zonalen Normalstandorten (sprich: ohne Gebirgsstufen, Gewässer, Feuchtgebiete etc.) untersucht.
Das Konzept der potenziellen natürlichen Vegetation wurde vom Pflanzensoziologen Reinhold Tüxen als Alternative zur umstrittenen Klimaxtheorie entwickelt. Eine exakte Bestimmung der jeweiligen potenziellen natürlichen Vegetation gilt heute allerdings als problematisch, vor allem, weil dies methodisch oft anfechtbar ist und Ökosysteme zunehmend nicht als statische, sondern als dynamische Systeme angesehen werden.

## Begriffsbestimmung
Bei Reinhold Tüxen ist die potenzielle natürliche Vegetation ein Konzept zur Analyse syndynamischer Zusammenhänge von Pflanzengesellschaften (Sukzessionsreihe und Ersatzgesellschaften). In Die heutige potentielle natürliche Vegetation als Gegenstand der Vegetationskartierung von 1956 definiert er sie als den hypothetischen Zustand der Vegetation, der für ein bestimmtes Gebiet unter den heutigen Umweltbedingungen herrschen beziehungsweise sich einstellen würde, wenn der Mensch nicht mehr eingriffe.
Die potenzielle natürliche Vegetation ist eine zeitgebundene Konstruktion. Sie muss gegebenenfalls aktualisiert werden, wenn sich klimatische Veränderungen auf die Vegetation auswirken. Bei der Definition ausdrücklich ausgeschlossen hat Tüxen den Einfluss von Klimaveränderungen. Später wurde der Begriff durch Westhoff und van der Maarel noch weiter präzisiert, und als jene Vegetation definiert, die sich nach dem Ende jeglicher menschlicher Nutzungsaktivität letztendlich entwickeln würde, wenn das Endstadium sofort erreicht würde.
Die potenzielle natürliche Vegetation unterscheidet sich von der Vegetation der Urlandschaft, wie sie vor dem Eingreifen des Menschen bestanden hat und auch von der rekonstruierten natürlichen Vegetation, die sich unter dem derzeitigen Klima eingestellt hätte, wenn der Mensch nie eingegriffen hätte. Es handelt sich auch nicht zwingend um die Vegetationsausstattung, die sich am Ende der Sukzessionsreihe als dauerhafte Schlussgesellschaft (Klimaxvegetation) einstellen würde, weil die Sukzessionsvorgänge den Standort verändern können. So ist zum Beispiel die potenzielle natürliche Vegetation eines eutrophen Flachsees eine Wasserpflanzengesellschaft, nicht ein Röhricht oder ein Erlenbruchwald, wie er sich im Zuge der (natürlichen) Verlandung des Sees, nach langer Zeit, schließlich einstellen würde.
Schlüsselwort für das Konzept der potenziellen natürlichen Vegetation ist das Standortpotenzial, das heißt die spezifische Ausprägung der Standortfaktoren wie z. B. Bodenfeuchte, Nährstoffgehalt, Basengehalt des Bodens sowie Sommer- und Wintertemperaturen, Frost- und Dürreperioden, Länge der Vegetationsperiode als klimatische Faktoren. Da die potenzielle natürliche Vegetation das Standortpotenzial abbilden soll, werden durch den Menschen verursachte Änderungen des Standorts eingeschlossen. Dies ist besonders offenkundig im Falle von Deponien oder Abgrabungen, bei denen der Boden nicht mehr den ursprünglichen Verhältnissen entspricht. Nach der neueren Auffassung sind Immissionsbelastungen, urbane Wärmeinseln und vergleichbare Faktoren in der potenziellen natürlichen Vegetation abzubilden, weil diese sonst nicht mehr dem tatsächlichen Standortpotenzial entsprechen würde und damit keinen prognostischen oder planerischen Wert hätte. In gleicher Weise wäre die potenzielle natürliche Vegetation einer eingedeichten, durch Entwässerungsgräben trockengelegten Flussaue, z. B. ein Eichen-Hainbuchenwald, nicht – wie in der Naturlandschaft oder bei einem hypothetischen Verschwinden der Menschheit – ein Eichen-Ulmen-Hartholzauwald. In gleicher Weise sind Agriophyten und auch Neophyten, die in die naturnahe Vegetation eingedrungen sind, bei der Konstruktion der potenziellen natürlichen Vegetation zu berücksichtigen. Dies kann so weit gehen, dass in Irland Gebüsche der verwilderten Pontischen Azalee (Rhododendron ponticum) heute als Bestandteil der potenziellen natürlichen Vegetation aufgefasst werden.

## Einteilung und Kartografische Abbildung
Die potenzielle natürliche Vegetation richtet sich stark nach den klimatischen Gegebenheiten der jeweiligen Region, ist dabei allerdings nicht mit dem Konzept der Vegetationszonen identisch. Bezieht man weitere ökologische Faktoren (Boden, Wasserhaushalt, Fauna) mit in die Betrachtung ein, kommt man zum Konzept der Biome. Diesen Biomen stehen die sogenannten Anthrome gegenüber. Dies sind Vegetationsformen, die durch den Menschen entstanden sind, wie etwa Acker- oder Weideland.
Karten mit potenzieller Vegetation sind in der Regel in Maßstäben unter 1:25.000. Detailliertere Karten können aufgrund der hypothetischen Grenzziehungen zwischen einzelnen Vegetationseinheiten kaum gerechtfertigt werden. Für weite Teile Mitteleuropas wird beispielsweise als potenzielle natürliche Vegetation der Buchenwald angenommen. Allerdings kann für planerische Zwecke aus lokalen bzw. regionalen Vegetationskartierungen eine detaillierte Karte der potenziellen natürlichen Vegetation erstellt werden.

## Anwendung
Aus der potenziellen natürlichen Vegetation lassen sich Aussagen zur Standortsgunst und zum Spektrum an Ersatzgesellschaften machen, die sich unter unterschiedlichen anthropogenen Einflüssen an einem Wuchsort einstellen. Insofern ist das Konzept der potenziellen natürlichen Vegetation in den 1950er Jahren zuerst als pflanzensoziologisches Hilfsmittel für agrar- und forstwirtschaftliche Entscheidungen entwickelt und erst später (etwa von den 1970er Jahren an) vom Naturschutz aufgegriffen worden.
Bei der Anwendung des Konzepts der potenziellen natürlichen Vegetation in der planerischen Praxis kommt es regelmäßig zu einer Reihe von Fehlinterpretationen, die seine Anwendung in der Fachwelt stark in Misskredit gebracht haben. Häufigster Fehler ist, dass die potenzielle natürliche Vegetation nicht, wie im Verfahren gefordert, aus den konkreten Standortfaktoren des behandelten Gebiets konstruiert wird, sondern sie schlicht aus großmaßstäblichen Übersichtskarten (z. B. Deutschlands oder eines Bundeslandes) übernommen bzw. durchgepaust wird. Dadurch werden erstens kleinräumige Standortvariationen vernachlässigt und zweitens kleinmaßstäbliche, irreversible Standortveränderungen durch den Menschen ignoriert. So wird beispielsweise meist selbst für bebaute Bereiche der Innenstädte eine potenzielle natürliche Vegetation in Form einer Waldgesellschaft der Naturlandschaft angegeben.

## Kritik und Erweiterungen
Die vorhandene Dynamik von Ökosystemen und die methodischen Probleme bei der Konstruktion der potenziellen natürlichen Vegetation haben in der Vegetationskunde dazu geführt, dass das ursprüngliche Konzept mehr und mehr in die Kritik gerät. Modifikationen wie die potenzielle standortgemäße Vegetation (Leuschner) oder die potenzielle Ersatzvegetation (Chytry) sollen als Varianten des ursprünglichen Ansatzes helfen, diese Schwächen zu überwinden. Zahlreiche Vegetationskundler plädieren allerdings dafür, das Konzept ganz fallen zu lassen, wohingegen andere Vegetationskundler diese Kritik als Folge der erwähnten Fehlinterpretationen relativieren und eine Orientierung an dem ursprünglichen Konzept empfehlen.

### Methodische Probleme
Ein grundlegendes Problem bei der Bestimmung der potenziellen natürlichen Vegetation ist der kaum vermeidbare subjektive Aspekt bei der Bestimmung typischer oder natürlicher Pflanzengesellschaften – was eine natürliche Pflanzengesellschaft eines Gebietes darstellt, ist kaum objektiv zu beurteilen. Auch ist es trotz verbesserter Analysemethoden bereits schwierig, existierende Vegetationseinheiten objektiv zu definieren. Bei potenziellen Einheiten ist eine genaue Definition daher nur eingeschränkt möglich. Ein weiteres Problem bei der Bestimmung der potenziellen natürlichen Vegetation ist die Festlegung der sinnvollen räumlichen Ausdehnung einzelner Vegetationseinheiten. Bei der Verwendung größerer Vegetationseinheiten erreicht man naturgemäß viel höhere Artenzahlen als bei kleinen Flächen. Arten, die im großen Maßstab nebeneinander Vorkommen, können auf unterschiedliche Lebensräume angewiesen und daher auf jeweils andere Bereiche des Areals beschränkt sein. Der zeitliche Verlauf von Sukzessionsprozessen ist allerdings das größere methodische Problem. Wie sich Pflanzengesellschaften über lange Zeiträume hinweg verändern, ist kaum erforscht. Erst in den letzten Jahrzehnten wurden Daten dazu direkt aufgezeichnet. Einzelheiten zu ursprünglichen Vegetationsformen sind knapp, insbesondere für Europa. So besteht Uneinigkeit, ob die Wälder Europas ohne die Einflussnahme durch den Menschen ein dichtes Waldland mit geschlossenem Kronendach oder eine eher savannenartige Landschaft darstellen würden.

### Allgemeine Dynamik von Ökosystemen
Letztendlich sind Ökosysteme nur in den seltensten Fällen statische Gebilde und eher von einer Dynamik geprägt, die sich aus dem Wechselspiel verschiedener Arten und Prozesse ergibt. Insbesondere die Faktoren Feuer, Bodenentwicklung und der Einfluss von Pflanzenfressern (Herbivoren) sind für die Dynamik von Ökosystemen verantwortlich. Vorhersagen zur potenziellen natürlichen Vegetation, die auf ursprünglichen Vegetationsformen beruhen, sind daher oft anfechtbar. Während der letzten Warmzeit (Eem-Warmzeit) stellte die Hainbuche, die in der derzeitigen Warmzeit eine randständige Rolle spielte, eine der dominanten Baumarten Mitteleuropas dar.

### Große Herbivoren
Nach der Megaherbivorenhypothese, die von Frans Vera ausgearbeitet wurde, prägen große Weidetiere (Megaherbivoren) ihre Lebensräume entscheidend. Der Einfluss von großen Pflanzenfressern auf die Vegetation hängt heute stark vom Menschen ab und macht es schwierig, eine potenzielle natürliche Vegetation zu bestimmen. Einige Arten wie Auerochse und Wisent wurden in den letzten Jahrhunderten zurückgedrängt oder gar ausgerottet, andere wie Damhirsch und Mufflon wurden auf großen Flächen eingeführt. Daher ist beispielsweise zu berücksichtigen, dass die ursprünglichen Wälder, die heute in Mitteleuropa meist als Referenz für potenzielle natürliche Vegetation angeführt werden, unter den Einflüssen einer Tierwelt heranwuchsen, die von der heutigen abweicht. Darüber hinaus verschwanden aus Europa Rüsseltiere und Riesenhirsche. Andere Arten wie Wisent, Wildpferd und Auerochse wurden nach und nach zurückgedrängt. Ihr Verschwinden beziehungsweise ihr Rückgang seit dem Beginn des Holozän und ihre Regulation durch den Menschen in vielen Regionen der Erde führte vermutlich zu einer Herabregulierung dieses natürlichen Faktors. Nach der Megaherbivorenhypothese wäre die natürliche Vegetation großer Teile Mitteleuropas kein Buchenwald, sondern ein abwechslungsreiches Wald- und Graslandmosaik mit entfernter Ähnlichkeit zu den heutigen afrikanischen Savannen. Ähnliches wird für andere Vegetationszonen, insbesondere gemäßigte Laubwälder, wie sie beispielsweise auch in Nordamerika vorkommen, postuliert.

### Feuer und Böden
Große Feuer wie etwa Waldbrände werden in vielen Regionen durch Menschen unter Kontrolle gehalten, andererseits aber auch durch Menschen verursacht. Der Einfluss des früheren Feuermanagements auf die heutigen Vegetationsformen ist schwer zu bestimmen. Dadurch werden Vorhersagen auf die zukünftige Entwicklung erschwert. Die langfristige Veränderung des Bodens ist ein Faktor, der schwer in die Berechnungen zur potenziellen natürlichen Vegetation einzuarbeiten ist. Beispielsweise sind im Mittelmeergebiet die Böden durch einen jahrhundertelangen Raubbau oft karg und nährstoffarm. Es ist kaum abzuschätzen, wie sich die Bodenbeschaffenheiten langfristig entwickeln würden, wenn dort über Jahrhunderte Waldland bestünde.

### Rekonstruierte natürliche Vegetation als alternatives Konzept
Da die potenzielle natürliche Vegetation durch Menschen verursachte Veränderungen mit einbezieht, ist es schwierig, die potenzielle Vegetation von stark durch Menschen gestörte Lebensräume zu bestimmen. Um das Problem zu umgehen, wurde von Neuhäusl das Konzept der rekonstruierten natürlichen Vegetation (RNV) eingeführt. Sie basiert auf der Extrapolation von Einheiten der ursprünglichen Vegetation auf die Lebensraumbedingungen. Rekonstruierte natürliche und potenzielle natürliche Vegetation entsprechen sich weitgehend – mit Ausnahme von Gebieten, die stark vom Menschen beeinflusst wurden.